# 383 Madison Avenue
383 Madison Avenue – wieżowiec w Nowym Jorku, w USA. Budynek ma 230,7 metrów wysokości i jest szesnastym pod względem wysokości wieżowcem w mieście (ex aequo z Carnegie Hall Tower). Liczy 47 kondygnacji.